# Ioan Radu
Ioan Radu (n. 10 noiembrie 1866, Herțegani, județul Hunedoara – d. 31 decembrie 1936, Brad, județul Hunedoara) a fost un deputat în Marea Adunare Națională de la Alba Iulia , organismul legislativ reprezentativ al „tuturor românilor din Transilvania, Banat și Țara Ungurească”, cel care a adoptat hotărârea privind Unirea Transilvaniei cu România, la 1 decembrie 1918 :p. 221.

## Biografie
S-a născut în 10 noiembrie 1866 în Hărțăgani, județul Hunedoara. A fost fiul lui Candin și al Sofiei Radu. A fost orfan până la vârsta de 12 ani, fiind crescut până la maturitate de către bunicul său, Anghel Radu, fost lăncier în oastea lui Avram Iancu.:pp. 407-408 A urmat școala primară în satul natal (clasele I–II, între anii 1875–1877) și la Brad (clasele III–IV, în perioada 1877–1879), apoi gimnaziul din Brad între anii 1879–1983, unde i-a avut profesori pe Constantin Costin, Gheorghe Părău, Nicolae Mihălțianu, Nicolae Mărgineanu, Ștefan Albu și Vasile Damian. Cursul superior al gimnaziului l-a urmat la Blaj, la Liceul săracilor, beneficiind de o bursă acordată de Asociația Transilvană pentru literatura română și cultura poporului român (ASTRA)  și câștigându-și banii pentru  „cost” (masă) și „cvartir” (cazare), în valoare de 35 de florini pe lună, dând meditații și lucrând în cancelaria unui avocat. În ultimul an, Ioan Radu a beneficiat din nou de o bursă a Asociațiunii pentru literatura și cultura poporului român. În 1987 și-a luat bacalaureatul cu mențiunea Eximio modo maturus. 
Tot o bursă, din partea Fundației Gojdu, în valoare de 200 de florini, i-a permis să urmeze Facultatea de Matematică și Fizică a Universității din Cluj (în limba maghiară), unde și-a luat licența în anul 1891. A fost repartizat ca profesor la Gimnaziul din Brad, dar a preferat să rămână încă un an la Cluj, ca bursier de stat la laboratorul de fizică, unde în 1892 și-a luat doctoratul cu lucrarea Căldura radiantă, fiind primul român care și-a luat Doctoratul în această universitate.:pp. 83–103
În anul 1891 devine profesor la gimnaziul din Brad, iar mai târziu la Liceul Avram Iancu din Brad, unde a predat pentru o perioada îndelungată, de 42 de ani, între anii 1891-1932, în ultimii 13 ani fiind director al liceului.:p. 221 În 1920 i s-a oferit catedra de fizică de la Universitatea din Cluj, dar a preferat să rămână la Brad, unde a devenit director până în anul 1934, când a ieșit la pensie. În timpul său gimnaziul a devenit liceu cu clasele V–VIII, el fiind primul său director. Tot în perioada în care Ioan Radu a fost director, s-a definitivat construcția actualului local, s-au amenajat laboratoarele și sala de sport ale Liceului Avram Iancu din Brad, a avut loc susținerea primului examen de bacalaureat, s-a înființat internatul, a avut loc electrificarea clădirii liceului.{Rp|p. 408}} Cu prilejul semicentenarului gimnaziului din anul 1920 a publicat prima monografie a acestuia, Monografia gimnaziului român din Brad, la Orăștie. Gimnaziul din Brad a jucat un rol important la nivelul activității politice și militare din oraș, în timpul în care Dr. Ioan Radu a fost director; astfel, la 8 noiembrie 1918, pe terenul de sport al acestuia, se constituie Comitetul Național din Zarand, Garda Națională și Regimentul de voluntari Horia având în frunte profesori și intelectuali ai Gimnaziului. De altfel, în timpul său, în anul 1919 se decide ca gimnaziul să poarte numele marelui erou, Avram Iancu. În toamna anului 1920 a fost ales vicepreședinte al Consiliului Național Român din Zarand, unde inițiază și ridicarea unor monumente dedicate Răscoalei lui Horea din 1784, cu ocazia comemorării a 150 de ani de la acest eveniment.:p. 221 A fost, de asemenea, președintele Sfatului Național din Brad :pp. 243-244
A fost căsătorit cu Iolanda, n. Robotin, din satul Poiana, Orăștie, casa lor fiind locul de întâlnire și de discuție al intelectualității din Brad. Între anii 1892–1918 a jucat în diferite piese de teatru, în beneficiul fondurilor Masa studenților și Fondul morbosilor. A fost președinte al Despărțământului Brad al ASTRA și membru în consiliul științific al acesteia. A publicat articole în Calendarul ASTREI și în Anuarele liceului, în revista Transilvania a ASTREI. Lucrarea Punctele însemnate ale triunghiului sferic a fost premiată în 1891 de Senatul Universității din Cluj. Ca membru al Asociațiunii pentru literatura română și cultura poporului român a susținut, alături de Traian Suciu, numeroase prelegeri (42 doar în anii 1906-1907) în localitățile din zona Brad. A colaborat la elaborarea mai multor lucrări, printre care Enciclopedia Română a lui Corneliu Diaconovici, dar și Monografia Gimnaziului Greco-Oriental din Brad, scrisă din incidentul jubileului de 50 de ani al gimnaziului, publicată la Orăștie în anul 1920 :p. 221.
A decedat în 31 decembrie 1936 în Brad, județul Hunedoara.

## Activitatea politică

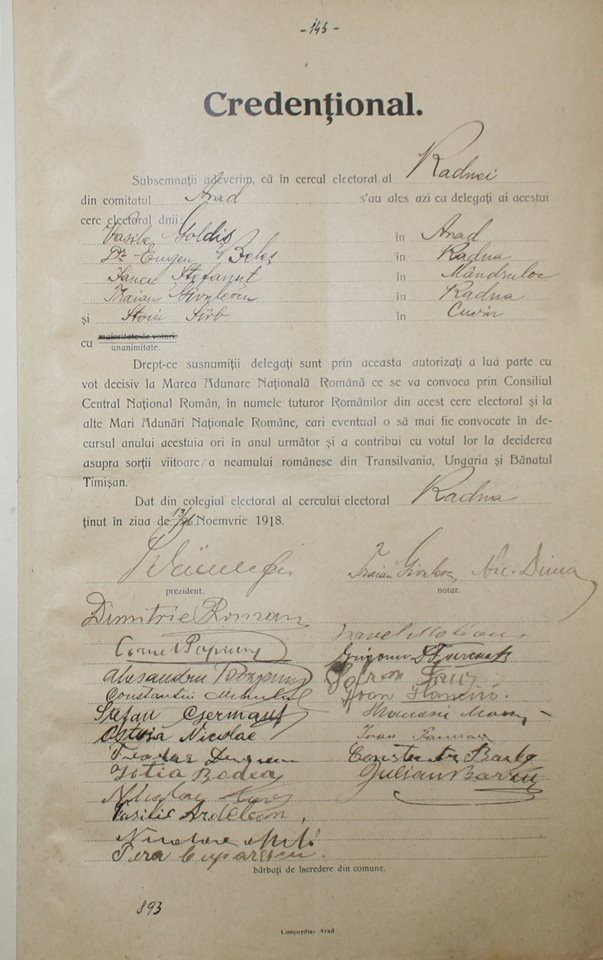
Credențional

Ca deputat în Adunarea Națională din 1 decembrie 1918 a fost delegat al Gimnaziului Român din Brad, aflându-se în fruntea delegației către Alba Iulia, din partea orașului Brad :p. 221.

## Recunoașteri
A devenit ofițer al Ordinului Național Steaua României :p. 244.